# Conrad III Kettler

Wapen Kettler / von Ketteler

Conrad III Kettler ook genoemd Conrad Ketteler van Hüsten (Hüsten, 1285 - Bruchhausen bij Arnsberg, 1364). Conrad was een zoon van Rutger I Kettler en Kunigunda vrouwe van Mellrich
Hij was ridder en burgman in Rüthen en Hachen. In 1350 wordt hij vermeld als drost in het graafschap Arnsberg. 
Rond 1310 trouwde hij met een niet bij naam genoemde vrouw. Uit zijn huwelijk zijn de volgende kinderen geboren:
- Rutger II Ketteler (ca. 1312 - voor 1378)
- Conrad IV Kettler (1315 - ca. 1380)
- Friedrich II Kettler / Friedrich II Ketteler von Hüsten (1317-1371). Hij trouwde met Elisabeth von Vrydag. Zij was een dochter van Dietrich Vrydag graaf van Una en Hillegund NN, wiens kleindochter, Elisabeth Vollenspit (een dochter van Mette Vrijdag) was getrouwd met zijn broer Rutger. Zijn huwelijk bleef kinderloos.

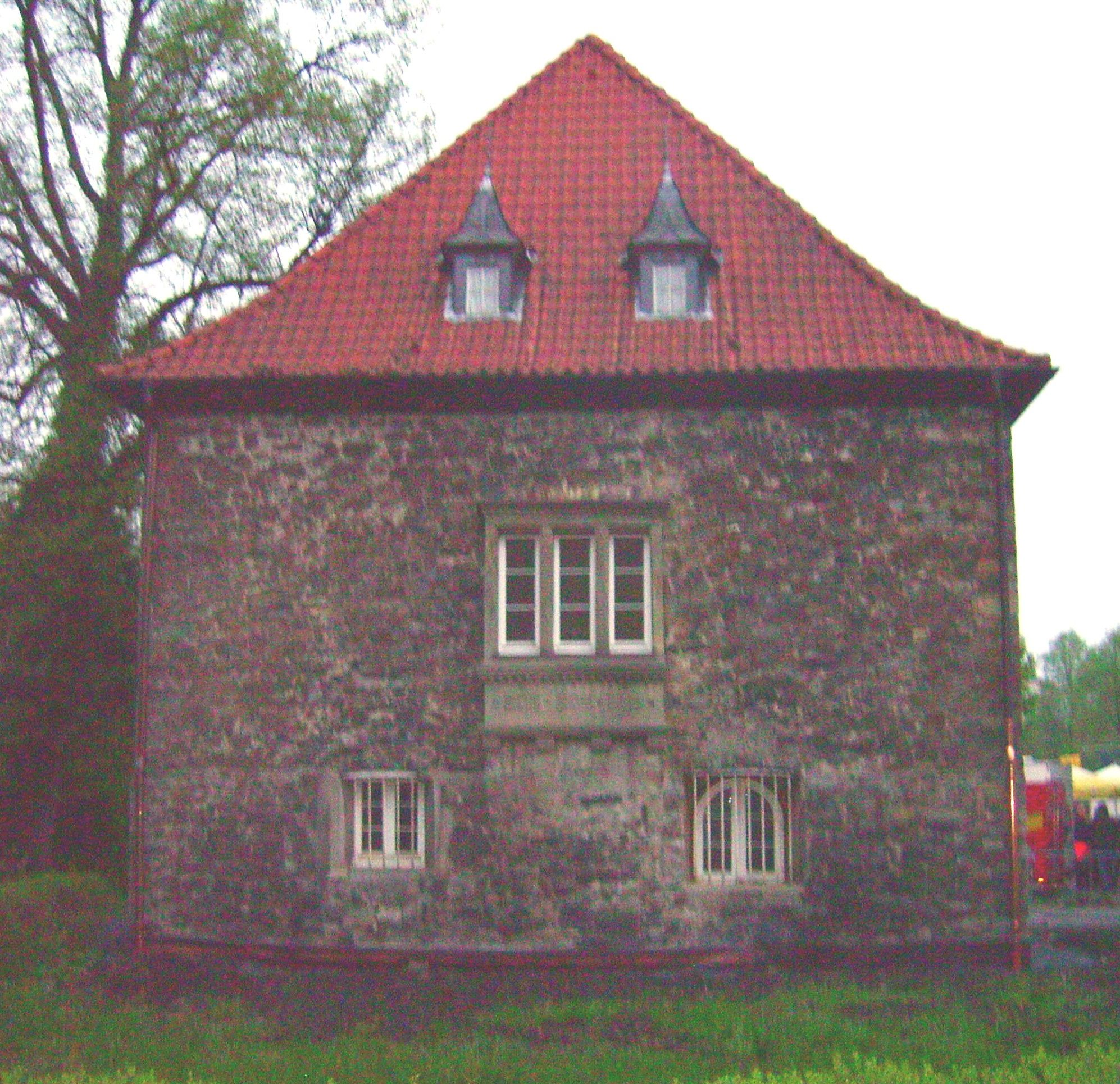
Haus Hüsten